# Episodi di Blue Mountain State (seconda stagione)
La seconda stagione della serie televisiva Blue Mountain State è stata trasmessa dal canale statunitense Spike TV dal 16 ottobre 2010 al 19 gennaio 2011.
In Italia la stagione è stata trasmessa dal 3 giugno al 19 agosto 2011 su MTV.
| nº | Titolo originale | Titolo italiano           | Prima TV USA     | Prima TV Italia |
| -- | ---------------- | ------------------------- | ---------------- | --------------- |
| 1  | Controversy      | Senza esclusione di colpi | 20 ottobre 2010  | 3 giugno 2011   |
| 2  | The Fingering    | Indovina chi?             | 16 ottobre 2010  | 3 giugno 2011   |
| 3  | Born Again       | La forza della castità    | 27 ottobre 2010  | 10 giugno 2011  |
| 4  | Pay For Play     | Il prezzo della celebrità | 3 novembre 2010  | 17 giugno 2011  |
| 5  | Pregnant         | Panico da gravidanza      | 10 novembre 2010 | 24 giugno 2011  |
| 6  | Nerds            | La rivolta dei nerd       | 17 novembre 2010 | 1º luglio 2011  |
| 7  | Debra            | E alla fine arriva Debra  | 1º dicembre 2010 | 8 luglio 2011   |
| 8  | Vision Quest     | Lo spirito guardiano      | 8 dicembre 2010  | 15 luglio 2011  |
| 9  | The Badger       | Il tasso                  | 22 dicembre 2010 | 22 luglio 2011  |
| 10 | Hockey           | Hockey                    | 29 dicembre 2010 | 29 luglio 2011  |
| 11 | Drunk Tank       | Party ubriaco             | 5 gennaio 2011   | 5 agosto 2011   |
| 12 | Trap Game        | Sfida insidiosa           | 12 gennaio 2011  | 12 agosto 2011  |
| 13 | Riot             | Rissa                     | 19 gennaio 2011  | 19 agosto 2011  |

## Senza esclusione di colpi
- Titolo originale: Controversy
- Diretto da: Lev L. Spiro
- Scritto da: Eric Falconer e Chris Romano

### Trama
All'inizio del nuovo anno entra a far parte della squadra, Radon Randell, come nuovo quarterback. L'allenatore Marty Daniels affida ad Alex il compito di prendersene cura e di risolvergli i problemi. La sorella di Sammy, Mary Jo, vuole diventare una cheerleader ed è disposta a tutto pur di farcela.

## Indovina chi?
- Titolo originale: The Fingering
- Diretto da: Lev L. Spiro
- Scritto da: Drew Hancock

### Trama
Durante un allenamento qualcuno infila il dito nel sedere di Thad. Thad è furioso e vuole sapere chi è stato, interroga Alex, Sammy, Radon, Donnie e Larry su ciò che hanno visto e così vengono ricostruiti i fatti della giornata.

## La forza della castità
- Titolo originale: Born Again
- Diretto da: Fred Savage
- Scritto da: J.D. Ryznar

### Trama
Mary Jo desidera andare a letto con Alex, ma lui non vuole perché è la sorella del suo migliore amico. Alex poi cerca di impedire che Radon e la ragazza abbiano un rapporto sessuale. Il rettore Warren Simon si lamenta con l'allenatore Daniels del fatto che i comportamenti dei suoi giocatori influiscano negativamente sull'immagine della squadra; Debra, ex-moglie del coach e attuale partner del rettore, organizza una partita di beneficenza contro la squadra di una chiesa. La notte Thad sogna Brian Bosworth che gli annuncia che se rimarrà casto per il resto della stagione sarà tra i primi tre del Draft NFL.

## Il prezzo della celebrità
- Titolo originale: Pay for Play
- Diretto da: Fred Savage
- Scritto da: Chip Hall

### Trama
Radon e Thad iniziano ad accettare costosi regali da agenti in cerca di giovani promesse del football, Sammy e Alex fanno da intermediari. Intanto l'allenatore Daniels deve subire le pressioni di Greg James, uno degli imprenditori locali più potenti, affinché faccia giocare il figlio Body sempre relegato tra le riserve.
- Guest star: Gary Hudson (Greg James), Joe MacLeod (Body), Rev Theory (loro stessi)

## Panico da gravidanza
- Titolo originale: Pregnant
- Diretto da: Rob Schrab
- Scritto da: Heather Flanders

### Trama
Durante una festa nella Goat House una ragazza lascia un messaggio nella segreteria telefonica dicendo di essere incinta, i membri della squadra vogliono scoprire chi tra loro è il padre. Alex, Radon e Thad vanno a cercare le loro conquiste degli ultimi mesi per sapere se aspettano un bambino. L'allenatore Daniels cerca di riallacciare il suo rapporto con il figlio Joe, che non vede da tanto tempo non avendo accettato la sua omosessualità. Sammy ha una nuova ragazza, Karen, con la quale si diverte molto ma deve subire anche le sue percosse. I ragazzi scoprono che la donna incinta è Pauline, andata a letto con tutti loro, ma dopo il test di paternità all'ospedale si scopre che nessuno di loro è il padre: in realtà è l'allenatore Daniels.
- Guest star: Chantal Quesnel (Pauline)

## La rivolta dei nerd
- Titolo originale: Nerds
- Diretto da: Clay Weiner
- Scritto da: Drew Hancock

### Trama
Mary Jo viene ricevuta dal rettore Simon perché rischia di essere bocciata, viene così "costretta" a studiare. Intanto il saggio scritto dal "secchione" di Alex, Gary, è stato pubblicato e il rettore vuole che Alex ne faccia una presentazione durante un ricevimento in suo onore. Sammy odia i "secchioni" e non sopporta che questi frequentino i componenti della squadra e che facciano i compiti per loro, durante un festa buca il letto ad acqua sul quale si è addormentato il "secchione" di Radon che annega e finisce in coma. I "secchioni" si ribellano e decidono di non fare più compiti per gli atleti delle college. Alex ora si ritrova a dover fare da solo la presentazione del saggio che non ha scritto. Thad scopre che è stato Sammy a causare l'incidente, così decide di consegnarlo ai "secchioni". Sammy si rende conto che anche lui viene considerato un "nerd", decide allora di vendicarsi e pianifica uno scherzo durante il ricevimento.

## E alla fine arriva Debra
- Titolo originale: Debra
- Diretto da: Clay Weiner
- Scritto da: J.D. Ryznar

### Trama
Alex va a letto con Debra, la moglie del rettore, scopre solo dopo che è stata sposata anche con l'allenatore Daniels. Thad non riesce mantenere il segreto e lo rivela al coach, che però obbliga Alex a continuare ad avere rapporti con Debra. Intanto Mary Jo si infatua di un ragazzo che suona la chitarra e questo infastidisce suo fratello Sammy.

## Lo spirito guardiano
- Titolo originale: Vision Quest
- Diretto da: Clark Mathis
- Scritto da: Drew Hancock

### Trama
Thad è afflitto da un dilemma personale: lasciare la Blue Mountain State un anno prima e diventare professionista o rimanere insieme ai suoi compagni. Harmon gli consiglia di prendere delle droghe per avere una sorta di visione mistica che lo aiuti a decidere cosa fare. Thad prende una grossa quantità di ayahuasca e intraprende un viaggio nella propria mente.
- Guest star: Stacy Keibler (se stessa)

## Il tasso
- Titolo originale: The Badger
- Diretto da: Rob Schrab
- Scritto da: Kristofor Brown

### Trama
In vista della sfida contro gli odiati rivali dell'Overland, Thad rapisce la loro mascotte, un tasso, con l'intenzione di mangiarne i testicoli di fronte alla squadra; durante il suo tentativo l'animale riesce a scappare. Dato che l'anno prima Billy, la mascotte della Blue Mountain State, venne uccisa, Billy II viene affidata a Mary Jo. Intanto Randon, il quarterback, decide di offrire mille dollari a chi riuscirà ad infortunargli il braccio, per evitare che questo comprometta la gara l'allenatore Daniels porta a casa sua il giocatore per fargli passare la notte prima dell'incontro.

## Hockey
- Titolo originale: Hockey
- Diretto da: John Fortenberry
- Scritto da: Chip Hall

### Trama
Per evitare gli allenamenti, Alex e Radon entrano nella squadra di hockey della Blue Mountain State, stravolgendo lo stile di vita degli hockeisti. Intanto Mary Jo, con suo grande disappunto, diventa la cheerleader personale di Thad.

## Party ubriaco
- Titolo originale: Drunk Tank
- Diretto da: Jay Chandrasekhar
- Scritto da: Drew Hancock

### Trama
La polizia irrompe nella Goat House durante una festa: Alex, Thad, Radon, Mary Jo e altri membri della squadra vengono portati in una cella per ubriachi dove devono rimanerci fino a quando non avranno smaltito la sbornia. Sammy ha un grosso debito con il ragazzo che consegna la pizza, per pagarlo deve riuscire a far uscire suoi amici. Intanto nella cella Alex ha una discussione con i suoi compagni che lo accusano di avere paura di affrontare la vita, insieme a Mary Jo scappa passando per il controsoffitto, giunti in un ascensore hanno un rapporto sessuale.

## Sfida insidiosa
- Titolo originale: Trap Game
- Diretto da: John Fortenberry
- Scritto da: Kristofor Brown

### Trama
La squadra ha l'opportunità di chiudere la stagione da imbattuta. Durante un allenamento Thad colpisce duramente Radon che si infortuna alla spalla, l'infortunio non è molto grave ma il quarterback sembra avere paura degli scontri di gioco, viene quindi affidato alle cure di un'affascinante psicologa. Alex, il quarterback di riserva, pensa che se giocherà nell'ultima partita diventerà un eroe. L'agitazione nel vedere svanire la possibilità di una stagione perfetta causa al coach Daniels un attacco di cuore.
- Guest star: Chuck Liddell (se stesso)

## Rissa
- Titolo originale: Riot
- Diretto da: Jay Chandrasekhar
- Scritto da: Ryan Ridley

### Trama
Dopo che la squadra vince l'ultima partita, chiudendo la stagione senza sconfitte, i tifosi si scatenano nei festeggiamenti tanto da dare vita ad una rivolta. La folla impazzita vuole impiccare Sammy, la mascotte, e assedia la Goat House dove si è rifugiato insieme alle cheerleader. Preoccupato per il suo migliore amico e Mary Jo, Alex attraversa il campus per raggiungere la Goat House cercando di evitare i tifosi impazziti con l'aiuto di Thad, Larry, Harmon e Donnie. Temendo per la propria vita Sammy convince le cheerleader a copulare con lui come suo ultimo desiderio.